# Queratosi pilar
La queratosi pilar, també anomenada liquen pilar, queratosi fol·licular o queratosi suprafol·licular, és una trastorn genètic fol·licular de la pell molt comuna. Es mostren grans o protuberàncies aspres. Normalment apareix a la part anterior dels braços, cames, pit, glutis i esquena. Es confon freqüentment i confosa amb l'acne. Aquest trastorn de la pell pot aparèixer en qualsevol moment, però és més comú durant l'adolescència, amb tendència a desaparèixer després gradualment. Moltes dones manifesten aquesta condició després de donar a llum.
L'excés d'una proteïna coneguda com a queratina s'acumula als fol·licles pilosos formant grans i protuberàncies a la pell. De vegades, quan l'acumulació és excessiva, aquests grans s'irriten i provoquen l'enrogiment de la pell. Una variant d'aquest trastorn apareix a la cara, formant taques vermelles i petits granets, per la qual cosa en molts casos és diagnosticada com a rosàcia.

## Tipus
- Queratosi Pilar Rubra (QPR)
- Queratosi Pilar Alba (QPA)
- Queratosi Pilar Rubra Faceii (QPRF)
- Queratosi Pilar Atrophicans Faciei (QPAF)
- Queratosi Follicularis Spinulosa Decalvans (QFSD)

## Tractament
La queratosi pilar és una condició totalment benigna, però, degut a l'afectació cosmètica que produeix, és un motiu de preocupació per al pacient i, per tant, un motiu de consulta freqüent. No existeix tractament definitiu per aquesta condició, però existeixen recomanacions i diferents alternatives terapèutiques que poden ser útils:
Test d'intolerància als aliments. Mesures generals per a evitar la sequedat de la pell com banys curts evitant l'aigua calent, l'ús de substituts del sabó i l'aplicació d'emol·lients immediatament després del bany. Locions o cremes emol·lients que incloguin als seus components queratolítics suaus com urea, àcid làctic -pur o en forma de lactat d'amoni-, àcid salicílic o combinacions d'aquests. L'exfoliació de l'àrea afectada amb l'esponja abrasiva en forma gradual, augmentant la intensitat i duració del massatge segons la tolerància del pacient per a evitar la irritació, pot ser beneficiosa en casos severs. Els retinoides tenen un efecte antiproliferatiu i de modulació en la diferenciació dels queratinòcits, la qual cosa els confereix la propietat de ser antiqueratinitzants; a més a més tenen un efecte antiinflamatori. Per tot l'anterior està justificat el seu ús en el tractament dels trastorns de la queratinització. A la querosi pilar l'ús de retinoides tòpics actuaria evitant el taponament fol·licular, l'ús de tretinoïna i tazarotè crema 0,05% ha reportat ser efectiu. En aquells casos amb inflamació associada a l'ús inicial d'esteroides tòpics, durant un període limitat, pot ser beneficiós. Posteriorment es continua el tractament amb alguna de les alternatives anteriors. Quan la queratosi pilar és part d'una síndrome de distròfia fol·licular congènita pot meritar l'ús de retinoides orals.
Malgrat el tractament, la millora pot trigar setmanes o mesos en fer-se evident i s'espera la recurrència al suspendre la teràpia. En general, la querosi pilar millora, en molts dels pacients, a una mitjana d'edat de 16 anys, però en altres casos pot persistir, amb períodes d'exacerbacions i remissions. No hi ha cura però s'han reportat casos en què, portant una dieta que impliqui eliminar aquells aliments als quals es presenta intolerància, la queratosi desapareix al cap de poques setmanes.